# Феликс (епископ Неаполя)
Феликс (лат. Felix, итал. Felice; V век) — епископ Неаполя в середине V века.

## Биография
Основной исторический источник о Феликсе — написанная на рубеже VIII—IX веков анонимным автором первая часть «Деяний неаполитанских епископов».
О происхождении и ранних годах жизни Феликса сведений не сохранилось. Он взошёл на епископскую кафедру Неаполя после смерти Тимасия. Дата этого события не известна. Вероятно, получение Феликсом епископского сана не могло произойти ранее 448 или 449 года, даты смерти святого Ностриана, непосредственного предшественника Тимасия в Неаполитанской епархии. Согласно «Деяниям неаполитанских епископов», Феликс управлял епархией девять лет, три месяца и шесть дней. Когда он скончался, неизвестно, но в 465 году неаполитанским епископом уже был Сотер.